# Tattoo (chanson des Who)
Pour les articles homonymes, voir Tattoo.
Pistes de The Who Sell Out
Odorono Our Love Was
Tattoo (en français : Tatouage) est une chanson du groupe britannique The Who, parue sur le disque The Who Sell Out à la cinquième piste, en 1967. La chanson est souvent jouée en concert par le groupe, notamment à Leeds.
L'enregistrement de Tattoo a eu lieu aux IBC Studios de Londres, le 12 octobre 1967.

## Caractéristiques
La chanson, écrite par Pete Townshend et chantée par Roger Daltrey, raconte l'histoire de deux jeunes frères qui décident de se faire tatouer le bras, pensant que cela fera d'eux des hommes. Le narrateur, un des deux frères, se fait tatouer le mot "Mère", ce qui ne plaît pas à son père qui le frappe. Son frère, qui s'est fait dessiner une femme nue sur son bras, subit de la part de sa mère le même traitement.
À la fin de Tattoo, on apprend que le narrateur, une fois adulte, et sa femme sont couverts de tatouages.

Selon Pete Townshend, guitariste et auteur de la chanson, 
« Tattoo, c'est moi examinant ce qui nous divise, avec Roger, et son idée de ce qui fait un homme un homme, et moi, et mon opinion sur la question. Je pensais que cela allait être une de ces chansons où Roger aller tourner autour et me dire : "Non, tu chantes ça. Je n'ai pas besoin de demander si je suis un homme ou pas". Mais il l'a chanté, et il la chanta très bien. Et alors je réalisai : "Hey, il ne sait pas. Il ne sait pas s'il est un homme ou pas. Il a les mêmes doutes que moi.". »